# Émerse Faé
Pour les articles homonymes, voir FAE.
Emerse Faé, né le 24 janvier 1984 à Nantes, est un footballeur international ivoirien jouant au poste de milieu relayeur, reconverti par la suite entraîneur de football.
Il est l'actuel sélectionneur de l'équipe nationale de la Côte d'Ivoire.
En 2025, il enregistre un autre diplôme dans son parcours en devenant en obtenant la prestigieuse licence de brevet d’entraîneur professionnel de football (BEPF) pour la saison 2024-2025.
Formé au FC Nantes, il joue ensuite au Reading FC puis à l'OGC Nice. Il met fin à sa carrière professionnelle le 1er février 2012 à la suite de phlébites à répétition.
Sous les couleurs de l'Équipe de France des moins de 17 ans, il remporte en 2001 la Coupe du monde de football des moins de 17 ans puis est sélectionné à six reprises en équipe de France espoirs. Il choisit ensuite de défendre les couleurs de la Côte d'Ivoire et compte quarante-quatre sélections pour un but marqué avec la sélection senior ivoirienne. Il est finaliste de la Coupe d'Afrique des Nations 2006.
Après avoir été l'entraîneur des U19 Nationaux de l'OGC Nice, il est de 2019 à 2022, entraîneur de la réserve du Clermont Foot 63 (National 3). En 2022, il devient entraîneur adjoint de l'équipe nationale de la Côte d'Ivoire.
En 2024, lors de la phase finale de la Coupe d'Afrique des Nations de football 2023, il devient le sélectionneur par intérim du pays hôte, la Côte d'Ivoire, à la suite de la démission de Jean-Louis Gasset. Il parvient à mener son équipe à la victoire finale, face au Nigeria (2-1).

## Biographie

### Carrière de joueur
Emerse Faé fait ses débuts au football au sein du FC Toutes aides, club de quartier de Nantes. En 1995, il intègre le centre de formation du FC Nantes. Sélectionné en équipe de France espoirs, il se tourne finalement vers l'équipe de Côte d'Ivoire  où il retrouve son ancien coéquipier du FCNA Gilles Yapi-Yapo.
En juin 2007, à la suite de la relégation du FC Nantes en Ligue 2, Emerse Faé décide de quitter son club formateur. Il est transféré au club anglais de Reading FC, qui avait déjà tenté de le faire venir un an auparavant.
En juin 2008, le club de Reading prête Emerse Faé au club français de l'OGC Nice avec une option d'achat de 2,5 M£. Il vient remplacer sur la Côte d'Azur Florent Balmont, partant pour Lille où Claude Puel puis Rudi Garcia en avaient fait leur priorité. Le 29 janvier 2009, le club niçois lève l'option d'achat et fait signer un contrat jusqu'en 2011 à Emerse Faé. En décembre 2010, il inscrit le but de la victoire, un but à zéro, à l'ultime seconde lors du derby face à l'Olympique de Marseille.
Il met fin à sa carrière le 1er février 2012 à la suite de phlébites à répétition.
En équipe nationale ivoirienne, Emerse Faé totalise 44 sélections, entre 2005 et 2012.

### Carrière d'entraîneur
Lors de la saison 2012-2013, Émerse Faé intègre le centre de formation de l'OGC Nice afin de passer ses diplômes d'entraîneur de football. Après trois saisons aux côtés d'Alain Wathelet, responsable des U17 Nationaux, il en devient l'entraîneur principal en 2015.
Titulaire du diplôme d'État supérieur du sport, mention Football, il est promu coach des U19 Nationaux du Gym lors de la saison 2018-2019. En mars 2020, il obtient le brevet d'entraîneur professionnel de football.
Le 8 juillet 2021, Émerse Faé est nommé entraîneur de l'équipe réserve du Clermont Foot 63, évoluant en National 3.
Le 25 janvier 2024, au lendemain de ses 40 ans, Émerse Faé prend la tête de l'équipe nationale de Côte d'Ivoire par intérim, après la démission de Jean-Louis Gasset à la suite d’une phase de groupe de la CAN peu convaincante. Quelques jours plus tard, l’équipe connaît un succès significatif lors du huitième de finale en éliminant le tenant du titre, le Sénégal, aux tirs au but.
En quart de finale, les hommes d'Emerse Faé battent le Mali deux buts à un après prolongation, en marquant le but vainqueur à la dernière minute de la rencontre par Oumar Diakité. Après avoir écarté la République démocratique du Congo en demi-finale, Faé mène son équipe le 11 février 2024 à son troisième titre continental en battant le Nigéria (2-1) sur un but décisif de Sébastien Haller, à nouveau en fin de rencontre. Il est élu par la suite meilleur entraîneur de la compétition.
Avec le sacre à la CAN 2023, Emerse Faé devient le deuxième sélectionneur national ivoirien à remporter la compétition continentale, après Yéo Martial en 1992 ; il rejoint également la liste des quatorze sélectionneurs africains ayant remporté la Coupe d'Afrique des nations (Can) avec leur pays. Après cette compétition, il devient officiellement titulaire du poste de sélectionneur avec un contrat de deux ans pouvant être renouvelable.

## Palmarès

### Joueur

#### En club
- Vainqueur de la Coupe Gambardella en 2002 avec le Football Club de Nantes
- Finaliste de la Coupe de la Ligue en 2004 avec le FC Nantes

#### En sélection
- Finaliste du Championnat d'Europe des moins de 16 ans en 2001 avec l'équipe de France des moins de 16 ans
- Champion du monde des moins de 17 ans en 2001 avec l'équipe de France des moins de 17 ans
- Vainqueur du Tournoi de Toulon en 2004 avec l'Équipe de France espoirs
- Finaliste de la Coupe d'Afrique des nations en 2006 avec la Côte d'Ivoire

### Entraîneur
- Vainqueur de la Coupe d'Afrique des nations 2023 (en 2024)[19],[20]

## Statistiques
Le tableau ci-dessous résume les statistiques en match officiel d'Emerse Faé durant sa carrière de joueur professionnel,.
| Saison                | Club                  | Championnat           | Championnat | Championnat | Coupe nationale | Coupe nationale | Coupe de la Ligue | Coupe de la Ligue | Compétition(s) continentale(s) | Compétition(s) continentale(s) | Compétition(s) continentale(s) | Sélection                    | Sélection | Sélection | Total | Total |
| Saison                | Club                  | Division              | M.          | B.          | M.              | B.              | M.                | B.                | Comp.                          | M.                             | B.                             | Équipe                       | M.        | B.        | M.    | B.    |
| 2003-2004             | FC Nantes             | Ligue 1               | 25          | 1           | 2               | 0               | 4                 | 0                 | CI                             | 1                              | 0                              | France espoirs               | 4         | 0         | 36    | 1     |
| 2004-2005             | FC Nantes             | Ligue 1               | 28          | 1           | 2               | 0               | 1                 | 0                 | CI                             | 2                              | 0                              | France espoirs Côte d'Ivoire | 2+2       | 0+0       | 37    | 1     |
| 2005-2006             | FC Nantes             | Ligue 1               | 29          | 4           | 3               | 0               | 1                 | 0                 | -                              | -                              | -                              | Côte d'Ivoire                | 12        | 1         | 45    | 5     |
| 2006-2007             | FC Nantes             | Ligue 1               | 24          | 1           | 3               | 0               | 1                 | 0                 | -                              | -                              | -                              | Côte d'Ivoire                | 2         | 0         | 30    | 1     |
| 2007-2008             | Reading FC            | Premier League        | 8           | 0           | 1               | 0               | 2                 | 0                 | -                              | -                              | -                              | Côte d'Ivoire                | 13        | 0         | 24    | 0     |
| 2008-2009             | OGC Nice              | Ligue 1               | 32          | 3           | -               | -               | 2                 | 0                 | -                              | -                              | -                              | Côte d'Ivoire                | 4         | 0         | 38    | 3     |
| 2009-2010             | OGC Nice              | Ligue 1               | 29          | 4           | -               | -               | 1                 | 0                 | -                              | -                              | -                              | Côte d'Ivoire                | 6         | 0         | 36    | 4     |
| 2010-2011             | OGC Nice              | Ligue 1               | 24          | 3           | 4               | 0               | 1                 | 0                 | -                              | -                              | -                              | Côte d'Ivoire                | 5         | 0         | 34    | 3     |
| 2011-2012             | OGC Nice              | Ligue 1               | 4           | 0           | -               | -               | -                 | -                 | -                              | -                              | -                              | -                            | -         | -         | 4     | 0     |
| Total sur la carrière | Total sur la carrière | Total sur la carrière | 203         | 17          | 15              | 0               | 13                | 0                 | -                              | 3                              | 0                              | -                            | 50        | 1         | 284   | 18    |